# En la foscor
En la foscor (original: Darkness Falls) és una pel·lícula de terror dirigida l'any 2003 per Jonathan Liebesman. La història se situa a la ciutat de Darkness Falls (basada en la ciutat de Fall River, de Massachusetts). Ha estat doblada al català.

## Argument
La pel·lícula comença amb la vídua Matilda Dixon, adorada per tots els nens de la ciutat. Matilda els donava regals i monedes d'or quan els nens perdien les seves dents, per això ella es va guanyar el sobrenom de "Fada de les Dents" (Tooth Fairy). Després d'un incendi a la seva casa que la va deixar horriblement desfigurada i sensible a la llum, Matilda va començar a usar una màscara de porcellana i només sortia de nit.
Encara que els nens encara s'apropaven a Matilda, els adults van començar a sospitar d'ella i quan dos nens van desaparèixer el poble ràpidament va culpar a Matilda i la va penjar, arrencant-li la seva màscara de porcellana i exposant el seu rostre a la llum. Poc després els nens que creien desapareguts van tornar a casa sans i estalvis i la ciutat en adonar-se del seu error ràpidament va enterrar el cos de Matilda i van guardar el secret.
La història de Matilda la "Fada de les dents" va començar a explicar-se de generació en generació després de l'assassinat i la gent creia que el seu esperit visitava de nit als nens que perdien la seva dent de llet i buscava venjar-se'n si la veien.
Años més tard apareix Kyle Walsh (Joshua Anderson), un adolescent antisocial que només és amic de Caitlin Greene (Emily Browning), de qui està enamorat. Poc després Kyle perd la seva última dent de llet i la seva mare Margaret Walsh (Rebecca McCauley), li demana que vagi a dormir perquè la fada li porti diners. La tragèdia comença quan al mig de la nit Kyle veu accidentalment a Matilda, ràpidament el jove s'adona que la llum és la seva debilitat i la il·lumina a la cara amb una llanterna, la qual cosa li permet fugir i amagar-se al seu bany il·luminat, quan la seva mare sent els seus crits va a la seva habitació i mentre tracta de convèncer-lo que allà no hi ha ningú no veu a Matilda i és assassinada. L'endemà quan la policia arriba a la seva casa Kyle és portat a un hospital mental després que els oficials creguessin que l'havia matat a la seva mare.
Dotze anys més tard ara una gran Caitlin Greene (Emma Caulfield), crida a Kyle (Chaney Kley) per demanar-li que l'ajudi amb el seu germà petit Michael (Llegeix Cormie), en adonar-se que està passant pel mateix pel qual va passar Kyle quan era petit, Michael es nega a dormir en la foscor i aviat és portat a un hospital després de sortir ferit i els metges comencen a creure que està boig, quan Kyle arriba a l'hospital amb una maleta plena de llanternes aviat s'adona que Michael va veure a Matilda i que té por que li faci mal si es queda en la foscor com al li va passar anys enrere. Impactat i temorós per això Kyle nega la veritat i se'n va de l'hospital allunyant-se de Caitlin i Michael.
Reunit amb seus veïns de la infantesa, Larry i l'oficial Matt Henry (Sullivan Stapleton), Kyle tracta d'advertir tothom de la "Fada de les dents" i els diu que es quedin a la llum, tanmateix tots el consideren boig i no li fan cas, aviat diversos ciutadans de Darkness comencen a morir i la policia comença a sospitar de Kyle.
Dies més tard una forta tempesta assota al poble i afecta la xarxa elèctrica ocasionant una apagada. Kyle perd la seva bossa de llanternes quan la policia l'arresta per interrogar-lo, l'esquadró de policies és atacat per Matilda i els mata a tots entre ells el capità Thomas Henry, el pare de Matt, abans de ser atacat per la fada de les dents Kyle aconsegueix escapar-se amb l'ajuda de Matt.
Kyle es dirigeix a l'hospital per reunir-se amb Caitlin i Michael i posar-los fora de perill, allà són atacats de nou per Matilda i el doctor Travis i les infermeres Lauren i Alexandra moren, tanmateix Kyle, Caitlin, Michael, Matt i el doctor Peter Murphy aconsegueixen escapar. El grup decideix dirigir-se al far del poble per ser a prop de la llum tanmateix al camí són atacats de nou i Peter mor.
El grup aconsegueix arribar al far tanmateix són atacats de nou i Matt mor, Kyle és atacat i Caitlin s'interposa, Kyle decideix enfrontar-se a Matilda i li arrenca la màscara de porcellana i encén un llum, destruint-la. Kyle, Caitlin i Michael queden fora de perill i decideixen passar la nit al far.
Poc després el destí de Billy, un altre nen, és posat a prova quan perd la seva última dent de llet i espera a la Fada de les Dents, el petit s'adorm i es veu una ombra apropant-se a ell, però es pot veure que la mare del petit substitueix la dent per una moneda d'or, donant a entendre que Kyle va tenir èxit destruint Matilda.

## Repartiment
- Chaney Kley: Kyle Walsh.
- Emma Caulfield: Caitlin Greene
- Lee Cormie: Michael Greene, germà petit de Caitlin.
- Grant Piro: Larry Fleishman.
- Sullivan Stapleton: l'oficial Matt Henry
- John Stanton: capità Thomas Henry, pare de Matt.
- Steve Mouzakis: doctor Peter Murphy.
- Peter Curtin: doctor Travis.
- Joshua Anderson: Kyle Walsh de petit.
- Emily Browning: Caitlin Greene de petita.
- Jenny Lovell: Alexandra.
- Kestie Morassi: Lauren.
- Antony Burrows: Matilda Dixon.

## Al voltant de la pel·lícula
Chaney Kley, l'actor que va interpretar l'adult Kyle Walsh va morir el 24 de juliol del 2007 a causa d'apnea del son, després de tenir problemes amb la seva respiració.